# Ferdinand Maximilien Mériadec de Rohan

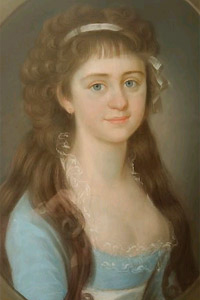
María Victoria, hija de Ferdinand.

Ferdinand Maximilien Mériadec de Rohan (París, 1738-París, 1813) fue un clérigo francés, miembro de la familia noble Rohan.

## Biografía
Fue nombrado arzobispo de Burdeos en 1769, Príncipe Arzobispo de Cambrai en 1781. Su padre fue Hercules Mériadec de Rohan, Príncipe de Guéméné y su madre Luisa-Gabriela Julia de Rohan; fue hermano del Cardenal de Rohan, y de Julio Príncipe de Guéméné. Mériadec fue capellán de la emperatriz Josefina de Beauharnais. Fue prior y doctor de la Sorbona y preboste de la iglesia de Estrasburgo, antes de ser nombrado arzobispo de Burdeos, el 26 de diciembre de 1769. Permaneció en la sede bordelesa poco tiempo, dejando Burdeos para ser titular del arzobispado de Cambrai. En Burdeos hizo construir el Palais Rohan, actual Casa Consistorial de la ciudad, vendiendo para esto tierras al principio del barrio que lleva desde entonces su nombre, Meriadeck. Su amante fue Carlota Estuardo, Duquesa de Albany, hija ilegítima del Príncipe Carlos Eduardo Estuardo, con quien tuvo tres hijos. Careciendo de autorización y permiso, no se podía casar. Así, Carlota Estuardo buscó un protector. Probablemente, sin el conocimiento de su padre, llamado Bonnie Prince Charlie, se convirtió en amante de Mériadec, quien también estaba emparentado con los Estuardo, así como con los Borbón y los Lorena. Tampoco podía casarse con éste de forma legítima, dada su condición clerical. No obstante, con él tuvo dos hijas: María Victoria y Carlota y un hijo, Carlos Eduardo. Su hijos fueron criados en secreto, y no se supo de ellos hasta el siglo XX. Cuando Carlota se trasladó a Florencia, poco después de recuperarse tras dar a luz a su hijo Carlos Eduardo, confió sus hijos al cuidado de su madre, Clementina Walkinshaw, y parece ser que pocos conocieron quién era su madre; el padre de Carlota Estuardo no lo sabía. 
Su cuñada, María Luisa de La Tour de Auvernia, prima del Príncipe Carlos Eduardo Estuardo, se convirtió en su amante. Tuvieron un hijo, Carlos Godofredo Sofía Julio María de Rohan, pero Carlos la dejó por Clementina Walkinshaw, con quien tuvo a Carlota.